# Ergastulum
Ergastulum era una presó privada que existia a les granges romanes, generalment sota terra, on eren tancats els esclaus de baixa categoria i els que desagradaven a l'amo o l'ofenien d'alguna manera. Juvenal l'anomena carcer rusticus.
Els esclaus, segons Plini el Vell, treballaven sovint encadenats i eren tancats als ergastalums també encadenats. Aquestes presons, segons diu Luci Juni Moderat Columel·la, només tenien unes petites finestres per donar llum, a una altura que no s'hi podia arribar amb la mà. L'ergastulum estava al càrrec d'un esclau de confiança anomenat ergastularius.
Segons Plutarc, aquestes presons es van començar a construir quan els romans van conquerir Itàlia i van aconseguir un gran nombre d'esclaus bàrbars que utilitzaven per al conreu dels camps i de les terres conquerides. En temps d'Hadrià i dels Antonins, es van fer molts edictes per millorar la condició dels esclaus, i entre altres mesures, Hadrià va intentar abolir l'ergastulum, però mai van ser suprimides del tot. Luci Apuleu diu que a l'ergastulum hi havia d'haver un mínim de quinze esclaus encadenats per anomenar-se així. De vegades la paraula s'utilitzava per indicar un grup d'esclaus confinats en un barracó.